# 達爾瓦里冰川
64°29′20″S 60°17′00″W / 64.48889°S 60.28333°W

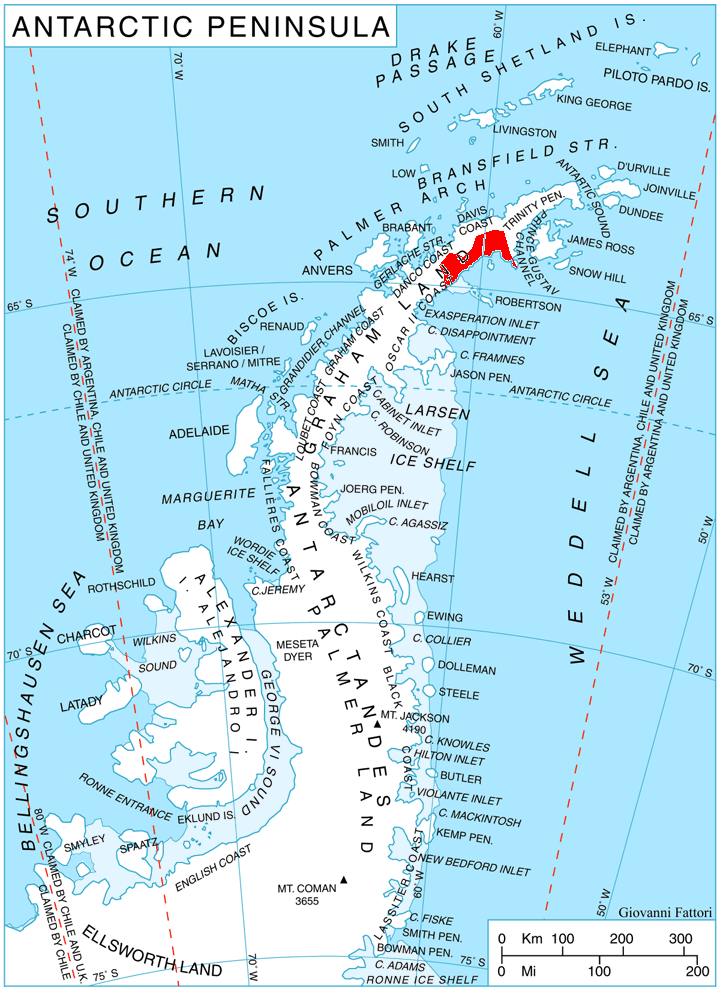

達爾瓦里冰川是南極洲的冰川，位於葛拉漢地，處於博里亞納冰川西南面和宰恰爾冰川東北面，最終注入威德爾海的蒙德拉加灣，該冰川以保加利亞北部鄉鎮命名。

## 外部連結
- Darvari Glacier. （页面存档备份，存于） SCAR Composite Antarctic Gazetteer.